# Dmytro Bilonoh
Dmytro Ivanovyč Bilonoh (in ucraino Дмитро Іванович Білоног?; Čerkasy, 26 maggio 1995) è un calciatore ucraino, centrocampista del Vachš.

## Palmarès

### Competizioni nazionali
- Supercoppa di Libano: 1

Nejmeh: 2023